# جيوسيبي ريزو
جيوسيبي ريزو (بالإيطالية: Giuseppe Rizzo) (18 مارس 1991 بمسينة في إيطاليا - ) هو لاعب كرة قدم إيطالي في مركز الوسط. شارك مع منتخب إيطاليا تحت 21 سنة لكرة القدم. أما مع النوادي، فقد لعب مع نادي بيروجيا ونادي بيسكارا ونادي ريجينا.

## روابط خارجية
- جيوسيبي ريزو على موقع قاعدة بيانات كرة القدم.إي يو (الإنجليزية)
- جيوسيبي ريزو على موقع Soccerway.com (الإنجليزية)
- جيوسيبي ريزو على موقع عالم كرة القدم.نت (الإنجليزية)
- جيوسيبي ريزو على موقع AS.com (الإسبانية)